# Orehovec (żupania varażdińska)
Orehovec – wieś w Chorwacji, w żupanii varażdińskiej, w mieście Novi Marof. W 2011 roku liczyła 297 mieszkańców.